# James Scott, 1:e hertig av Monmouth
För andra personer med samma namn, se James Scott.
James Scott (ursprungligen Crofts), 1:e hertig av Monmouth och 1:e hertig av Buccleuch, född 9 april 1649 i Rotterdam, död 15 juli 1685 i London, var illegitim son till Karl II av England och Lucy Walter, farfar till Francis Scott, 2:e hertig av Buccleuch.

## Biografi
Efter engelska restaurationen kallades han till hovet och blev gift med Anne Scott, dotter till Francis Scott, 2:e earl av Buccleuch. Han utnämndes 1663 till hertig av Buccleuch och efter George Monks död 1670 till kapten vid gardet. Under denna tid blev Monmouth en person av politisk betydelse och en bricka i spelet som den av earlen av Shaftesbury ledda protestantiska whigoppositionen förde mot hertigen av York. Hans politiska karriär blev nära förbunden med Shaftesburys.
År 1674 blev Monmouth överbefälhavare, men han tvingades efter Shaftesburys fall att lämna landet, först 1679 och därefter 1684, sedan en protestantisk mordkomplott mot kungen avslöjats. Sedan fadern dött och Jakob II tillträtt tronen, försökte Monmouths parti sig på en väpnad resning. Monmouth utropade sig till kung. Upproret slogs ned i slaget vid Sedgemoor den 6 juli 1685. Monmouth tillfångatogs, dömdes till döden för högförräderi och avrättades genom halshuggning.